# Parti populaire catalan
Le Parti populaire catalan (en espagnol : Partido Popular Català, en catalan : Partit Popular Català, PPC) est la fédération territoriale du Parti populaire (PP) en Catalogne.
Issu de l'Alliance populaire (AP), le PPC n'a jamais exercé ou participé au pouvoir au niveau du gouvernement de Catalogne, mais a soutenu celui du nationaliste Jordi Pujol entre 1999 et 2003. Localement, il gouverne une ville majeure, Badalone. De sa fondation à 2012, il porte le titre de Parti populaire de Catalogne.

## Historique

### Opposition aux socialistes puis à Artur Mas
Lors du 13e congrès, organisé en mai 2012, le Parti populaire de Catalogne prend le nom de « Parti populaire catalan » et intègre le drapeau de la Catalogne dans son logo. Poursuivant l'objectif de sortir le parti de son isolement sur la scène institutionnelle et de lui donner une image plus territorialiste, il reprend des éléments d'identité qui se trouvent déjà au sein du Parti populaire andalou.

## Présidents
| Titulaire              | Dates                                                             | Fonction |
| ---------------------- | ----------------------------------------------------------------- | --- |
| Josep Curto (ca)       | 10 janvier – 1er décembre 1991 (10 mois et 21 jours)              | Porte-parole du groupe populaire au Parlement (1990-1996)                                                           |
| Alejo Vidal-Quadras    | 1er décembre 1991 – 28 septembre 1996 (5 ans, 10 mois et 6 jours) | Président de Vox (2014)                                                                                             |
| Alberto Fernández Díaz | 28 septembre 1996 – 19 octobre 2002 (6 ans et 21 jours)           | |
| Josep Piqué,           | 19 octobre 2002 – 19 juillet 2007 (4 ans et 9 mois)               | Ministre de l'Industrie (1996-2000) Ministre des Affaires étrangères (2000-2002) Ministre de la Science (2002-2003) |
| Daniel Sirera          | 21 juillet 2007 – 5 juillet 2008 (11 mois et 14 jours)            | |
| Alicia Sánchez-Camacho | 5 juillet 2008 – 25 mars 2017 (8 ans, 8 mois et 20 jours)         | Première secrétaire du Congrès des députés (2016-2019)                                                              |
| Xavier García Albiol   | 25 mars 2017 – 10 novembre 2018 (1 an, 7 mois et 16 jours)        | Maire de Badalone (2011-2015 ; 2020-2021 ; depuis 2023)                                                             |
| Alejandro Fernández    | depuis le 10 novembre 2018 (6 ans, 8 mois et 12 jours)            | |

## Résultats électoraux

### Parlement de Catalogne
| Année | Chef de file           | Voix    | %        | #     | Sièges   | Gouvernement |
| ----- | ---------------------- | ------- | -------- | ----- | -------- | ------------ |
| 1992  | Alejo Vidal-Quadras    | 157 772 | 5,97     | 5e    | 7 / 135  | Opposition   |
| 1995  | Alejo Vidal-Quadras    | 421 752 | 13,08 () | 3e () | 17 / 135 | Opposition   |
| 1999  | Alberto Fernández Díaz | 297 265 | 9,51 ()  | 3e () | 12 / 135 | Soutien      |
| 2003  | Josep Piqué            | 393 499 | 11,89 () | 4e () | 15 / 135 | Opposition   |
| 2006  | Josep Piqué            | 316 222 | 10,65 () | 4e () | 14 / 135 | Opposition   |
| 2010  | Alicia Sánchez-Camacho | 387 066 | 12,37 () | 3e () | 18 / 135 | Opposition   |
| 2012  | Alicia Sánchez-Camacho | 471 681 | 12,98 () | 4e () | 19 / 135 | Opposition   |
| 2015  | Xavier García Albiol   | 349 193 | 8,49 ()  | 5e () | 11 / 135 | Opposition   |
| 2017  | Xavier García Albiol   | 185 670 | 4,24 ()  | 7e () | 4 / 135  | Opposition   |
| 2021  | Alejandro Fernández    | 109 453 | 3,85 ()  | 8e () | 3 / 135  | Opposition   |
| 2024  | Alejandro Fernández    | 347 170 | 11,00 () | 4e () | 15 / 135 | Opposition   |

## Identité visuelle

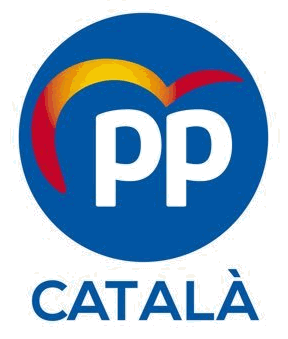
Logo de 2019 à 2022.
Logo depuis 2022.